# 聖路易 (聖地亞哥省)
20°11′17″N 75°50′55″W / 20.18806°N 75.84861°W

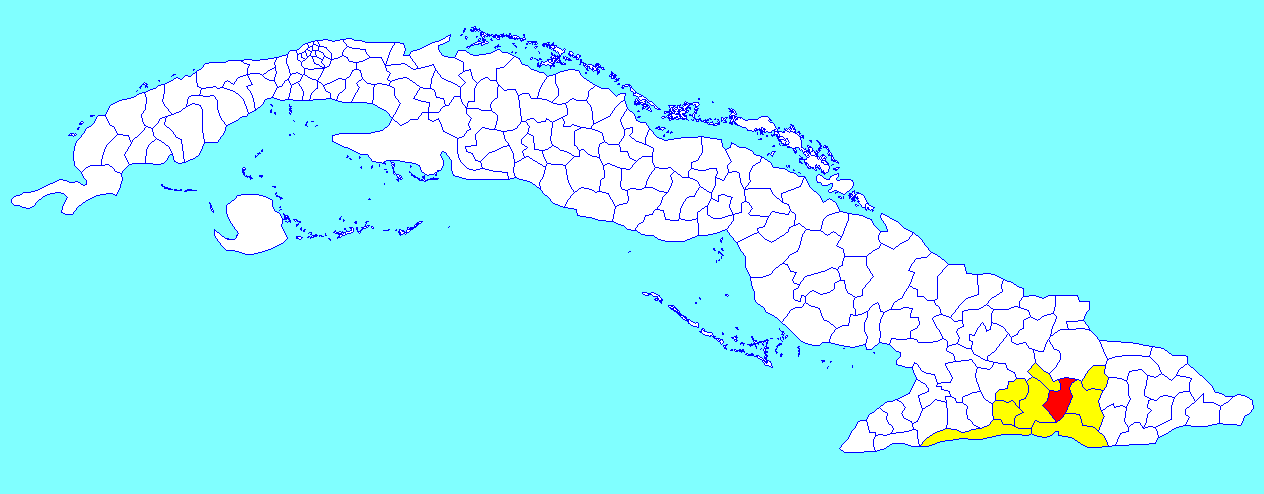

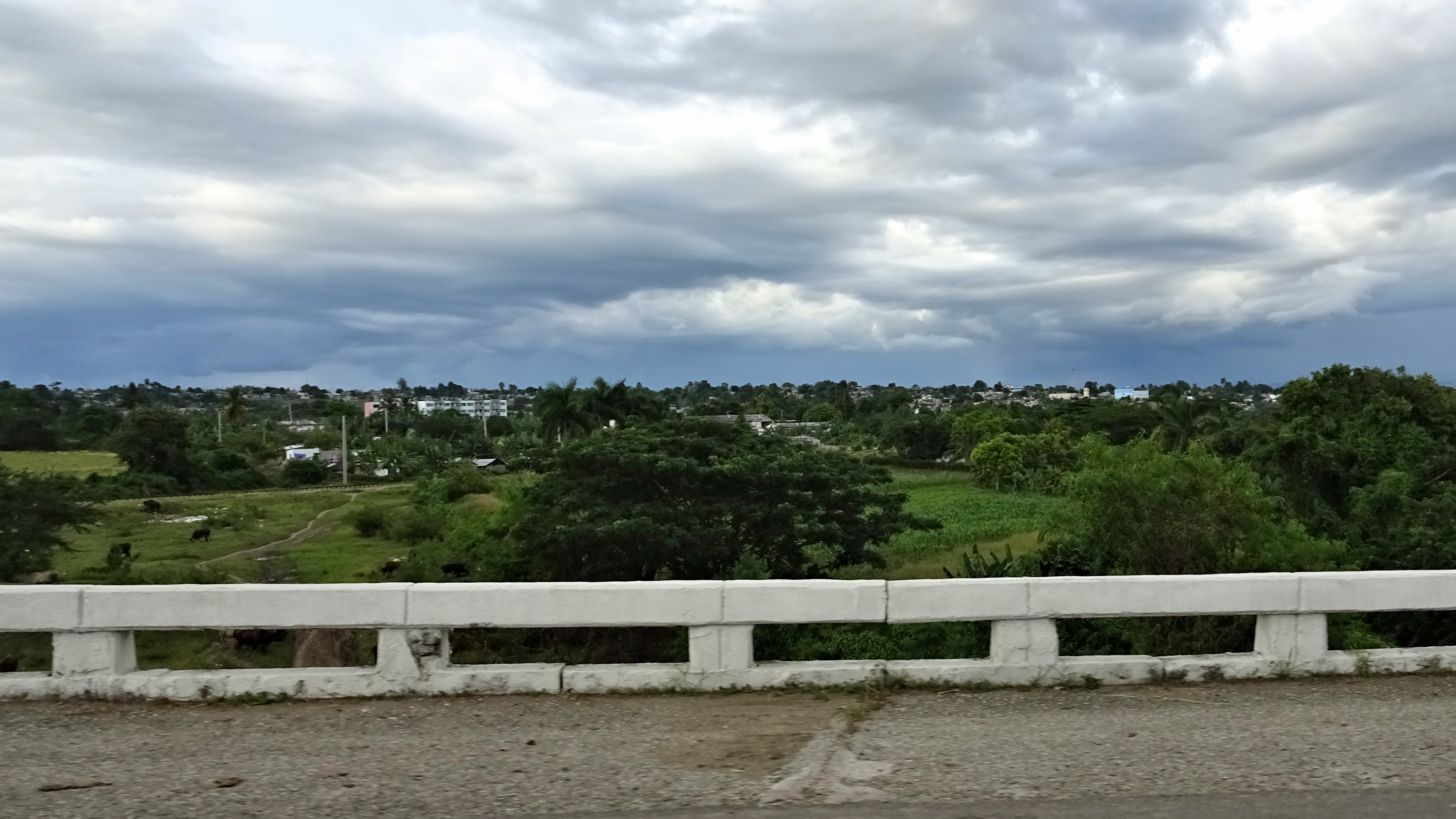

聖路易（西班牙語：San Luis），是古巴的城鎮，位於該國東南部，由聖地牙哥省負責管轄，始建於1827年，面積498平方公里，海拔高度200米，2004年人口88,496，人口密度每平方公里177.7人。